# A ol Franzesch Olivee
A ol Franzesch Olivee par numerada dit a ol Colombee al cerca de tornà in grazia ai Lustrissim Scior Patron e ja prega de caritaa e misericordia, o simplement A ol Franzesch Olive, és un llibre en llombard publicat a Còm el 21 d'agost de 1806. És el primer llibre en dialecte comasco.
Tot i que el llibre és anònim, puix no s'ha firmat, es creu que un jesuïta de Còm anomenat Giuli Zeser Gatton podria ser-ne l'autor.
A ol Franzesch Olivee es trobava a la biblioteca personal de Louis Bonaparte, tal com s'indica al catàleg de la col·lecció.